# François Vergult
François Vergult (Brussel, 21 april 1891) was een Belgisch ijshockeyer.

## Levensloop
Vergult was een doelman. Hij was van 1910 tot 1923 op clubniveau actief bij Club des Patineurs de Bruxelles (CPB).
Op de Europees kampioenschappen van 1913 in het Duitse München won hij met de nationale ploeg goud en op het EK van 1914 in Berlijn brons. Daarnaast maakte hij deel uit van de Belgische ploeg op de Olympische Spelen van 1920 te Antwerpen. Ten slotte nam hij ook deel aan het LIHG kampioenschap van 1912 in Brussel met het Zwitserse team.